# Narumi Miura
Narumi Miura (jap. 三浦 成美, Miura Narumi; * 3. Juli 1997 in Kawasaki) ist eine japanische Fußballspielerin.

## Karriere

### Verein
Sie begann ihre Karriere bei Nippon TV Beleza.

### Nationalmannschaft
Mit der japanischen U-20-Nationalmannschaft qualifizierte sie sich für die U-20-Weltmeisterschaft der Frauen 2016.
Miura absolvierte ihr erstes Länderspiel für die japanische Nationalmannschaft am 10. Juni 2018 gegen Neuseeland. Insgesamt bestritt sie fünf Länderspiele für Japan.

## Errungene Titel
- Nihon Joshi Soccer League: 2016, 2017, 2018